# Gregory Slay
Gregory Scott Slay, né le 10 mai 1969 et décédé le 1er janvier 2010, est un auteur-compositeur et batteur américain. Il est l'un des membres fondateurs de la formation musicale Remy Zero, dans laquelle il jouait de la batterie, et est aussi connu pour être l'auteur des musiques de générique des séries télévisées Smallville et Nip/Tuck, intitulées respectivement « Save Me » et « A Perfect Lie ».